# Stadio San Carlos de Apoquindo
Lo stadio San Carlos de Apoquindo, conosciuto anche come Claro Arena per motivi commerciali, è un impianto multifunzione di Santiago del Cile, dedito principalmente al calcio. È il quarto dei quattro stadi del Club Deportivo Universidad Católica. Lo stadio ha ospitato una finale di Copa Interamericana, oltre ad altri eventi come le partite di Copa Libertadores, Copa Sudamericana e Copa Mercosur. In questa sede si sono svolti campionati e coppe della lega cilena, principalmente a favore della Universidad Católica. Lo stadio ha anche ospitato la Nazionale di calcio del Cile in cinque partite delle Qualificazioni al campionato mondiale di calcio 2022.

## Storia
Universidad Católica possiede quattro stadi: Stadio Universidad Católica, situato nel settore Maestranza e Marcoleta; Impianti sportivi di Ñuñoa, che aveva già una lunga storia nello sport cileno; Independencia, situata nel comune omonimo di Santiago e inaugurata il 12 ottobre 1945; e San Carlos de Apoquindo, che ha aperto i battenti il 4 settembre 1988. Lo stadio di calcio non era l'intero complesso, lo stadio aveva anche rugby, atletica leggera e alcuni altri campi sportivi. Il numero più alto di spettatori per una partita di calcio al San Carlos de Apoquindo fino ad oggi è stato di 20 936, per uno 0-0 tra Universidad Católica e Cobreloa il 1 novembre 1992.
Sull'erba di San Carlos de Apoquindo, l'Universidad Católica ha vinto diversi trofei. Ad esempio, nella Primera División nelle stagioni 2002 (torneo di Apertura), 2010, 2016 (torneo di Clausura), 2019 (stagione in cui la squadra ha ricevuto il trofeo in casa senza giocare le ultime partite a causa del proteste sociale di quell'anno) y 2020.
San Carlos de Apoquindo conosceva anche le competizioni internazionali. Nel 1994, Católica affrontò Saprissa della Costa Rica nella finale della Copa Interamericana, vincendo con un punteggio complessivo di 6-4 (3-1 a favore di ciascuna squadra nelle partite di andata e ritorno, e 2- 0 nell'estensione del gioco della vendetta). In quella partita finale, il gol di Juvenal Olmos è stato essenziale per forzare i tempi supplementari quando si sono giocati gli ultimi minuti dei tempi regolamentari.

### Nazionale di calcio del Cile
Dopo aver giocato un'amichevole con l'Universidad Católica nel 2006, nella quale la Católica poteva contare su Diego Armando Maradona come rinforzo, la Nazionale di calcio del Cile ha giocato partite ufficiali a San Carlos de Apoquindo. Nelle Qualificazioni al campionato mondiale di calcio 2022 si sono giocate cinque partite ufficiali.

## Incontri di rilievo

### Qualificazioni al campionato mondiale di calcio 2022
| Arbitro: | Aquino |

|            |           |                   |
| Pulgar 69’ | Marcatori | 81’ (rig.) Moreno |

| Arbitro: | Pitana |

|                       |           |  |
| Brereton 68’ Isla 72’ | Marcatori |  |

| Arbitro: | Claus |

|                              |           |  |
| Pulgar 18’, 37’ Brereton 73’ | Marcatori |  |

| Arbitro: | Rapallini |

|  |           |                            |
|  | Marcatori | 9’ Estupiñán 90+3’ Caicedo |

| Arbitro: | Loustau |

|  |           |                         |
|  | Marcatori | 79’ Suárez 90’ Valverde |

### Finale di Coppa Interamericana 1994
| Arbitro: | Fernando Chappel |

|                                                             |           |              |
| Romero 28’ Acosta 30’ Olmos 90+2’ Ardiman 102’ Barrera 111’ | Marcatori | 35’ Wanchope |

## Concerti

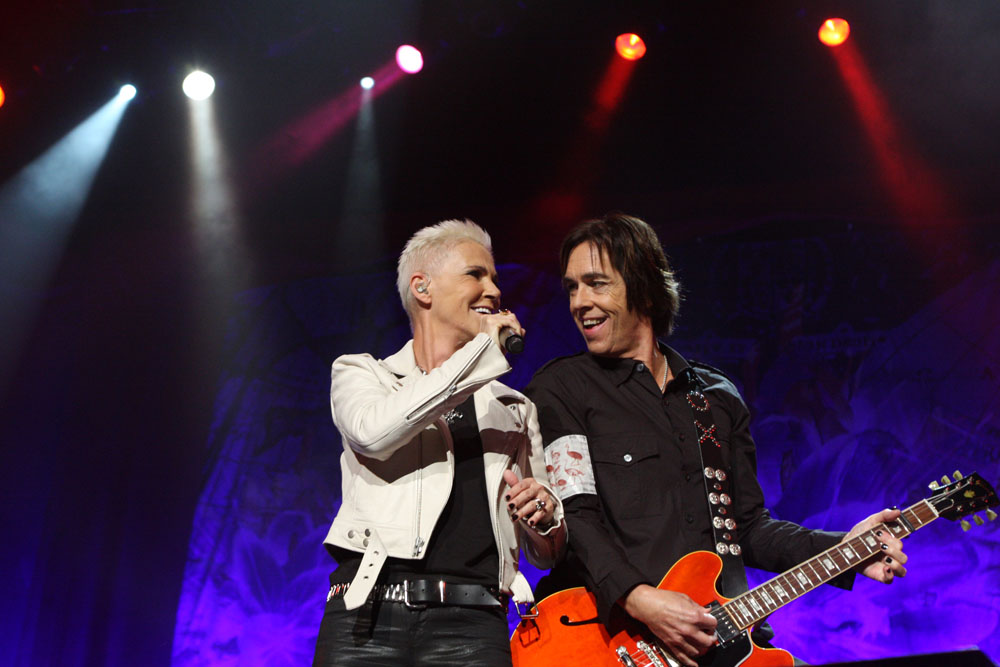
Nel 1992 i Roxette stabilirono un record di presenze con 45 000 spettatori.

Lo stadio ha ospitato concerti di artisti famosi, che abbracciano molti generi diversi. Tra parentesi è riportato il numero di recital eseguiti nello stesso anno a San Carlos.
- 1989: UB40[11]
- 1991: Luciano Pavarotti[12]
- 1992: Roxette,[10] Luis Miguel
- 1993: Simply Red,[13] Pat Metheny[14]
- 1994: INXS,[15] Sting,[16] James Taylor, Eros Ramazzotti,  Whitney Houston[17]
- 1995: Phil Collins (3)
- 1997: Luis Miguel (2)[18]
- 1998: Oasis,[19] Andrea Bocelli
- 1999: Luis Miguel
- 2002: Chayanne
- 2003: Miguel Bosé, Luis Miguel
- 2004: The Chemical Brothers, The Mars Volta, PJ Harvey, Morrissey, Gustavo Cerati, Blondie[20]
- 2005: Gufi, [21] Avril Lavigne,[22] Mudhoney (2), Pearl Jam (2)[23]
- 2006: La Oreja de Van Gogh, Ian Brown, The Bravery, The Rasmus, The Black Eyed Peas[24]
- 2007: La Oreja de Van Gogh, Tom Jones,[25] Lucybell, Placebo, Björk[26]
- 2008: Journey, Peter Frampton, Earth, Wind & Fire, Rod Stewart,[27] Queen + Paul Rodgers[28]
- 2021: Los Jaivas,[29] Los Tres, Javiera y los Imposibles, David Lebón
- 2025: Lionel Richie,[30] Ricky Martin,[31] Rod Stewart,[2] Miranda!,[32] Los Fabulosos Cadillacs,[33] Christopher Cross,[34] Toto[34]

Oltre ad alcuni dei già citati, vi furono altri artisti che si esibirono nel vecchio Centro Eventi, annesso allo stadio. Questi includono Lisa Stansfield, Camilo Sesto e Air Supply.